# Рудник Джиджикрут
Рудник Джиджикрут – гірничодобувний майданчик на півночі Таджикистану, на південній стороні долини річки Ягноб (відділяє Гісарський хребет на півдні від Зеравшанського на півночі).  
Стибієве (із вмістом ртуті) родовище Джиджикрут відкрили в 1940 році, а його промислова розробка почалась в 1954-му. В 1966-му узялись за реконструкцію та розширення майданчику, при цьому з 1970-го за нього відповідав Анзобський гірничо-збагачувальний комбінат. Проектна потужність рудника була визначена як 700 тисяч тонн руди на рік, втім, в 20 столітті фактично так і не вдалось перевищити піковий рівень у 372 тисячі тонн, що припав на 1991 рік.  
Розробка ведеться підземним способом. Видобута руда проходить збагачення, при цьому первісно продукували два види концентратів. Так, в 1990-му вдалось випустити 15 тисяч тонн стибієвого концентрату (в перерахунку на 30% вміст цільового компоненту) та ртутний концентрат, що містив 64 тони ртуті. В 2005-му випуск ртутного концентрату припинили, так що єдиною продукцією комібнату став стибієвий концентрат з вмістом від 40 до 60% цільового металу (та до 1% ртуті). 
Традиційно споживачем концентрату був розташований в Киргизстані Кадамджайський стибієвий комбінат, проте в подальшому концентрат почали реалізовувати в Китай. В першій половині 2010-х поряд з рудником звели завод, спроможний виплавляти до 5 тисяч тонн металічного стибію на рік. Цей плавильний завод через «Анзобську металургійну компанію» належить Comsup Commodities, що з 2005-го є інвестором гірничодобувного майданчику. 
В 2005-му виробили лише 1,6 тисяч тонн стибієвого концентрату, проте в 2011-му цей показник довели до 22,1 тисяч тонн. Також відомо, що в 2015 та 2016 роках змогли вилучити 467 та 457 тисяч тонн руди відповідно.